# Bezirk Werdenberg
Der Bezirk Werdenberg war von 1831 bis Ende 2002 eine Verwaltungseinheit des Kantons St. Gallen in der Schweiz. Der Bezirk mit Hauptort Buchs SG umfasste sechs politische Gemeinden. Er entstand 1831 durch Aufteilung des bisherigen Bezirks Sargans in den Bezirk Werdenberg und den „neuen“ Bezirk Sargans. Seit 2003 bildet er den Wahlkreis Werdenberg.

## Die Gemeinden des ehemaligen Bezirks Werdenberg
| Wappen    | Gemeindename | PLZ       | Einwohner (31. Dezember 2023) | Fläche in km² | Einwohner pro km² |
| --------- | ------------ | --------- | ----------------------------- | ------------- | ----------------- |
| Buchs     | Buchs        | 9470      | 13'931                        | 15,95         | 873               |
| Gams      | Gams         | 9473      | 3711                          | 22,27         | 167               |
| Grabs     | Grabs        | 9472      | 7402                          | 54,65         | 135               |
| Sennwald  | Sennwald     | 9466      | 6269                          | 41,56         | 151               |
| Sevelen   | Sevelen      | 9475      | 5392                          | 30,33         | 178               |
| Wartau    | Wartau       | 9476–9479 | 5496                          | 41,75         | 132               |
| Total (6) | Total (6)    | Total (6) | 41’288                        | 206,51        | 200               |

Das Bundesamt für Statistik führte den Bezirk unter der BFS-Nr. 1713.

## Bezirksamtmänner
Folgende 14 Bezirksamtmänner haben im ehemaligen Bezirksamt Werdenberg, das bis zum Jahre 2000 bestand, das Amt versehen:
- 1831–1841: Niklaus Schlegel
- 1842–1858: Christian Rohrer
- 1859–1861: Rudolf Hilty
- 1862–1868: Johann Jakob Schwendener
- 1869–1887: Walther Senn
- 1888–1893: Gallus Schwendener
- 1894–1902: Johann Schwendener
- 1903–1923: Adrian Eggenberger
- 1924–1942: Leo Senn
- 1942–1944: Jakob Vetsch
- 1944–1954: Christian Eggenberger
- 1954–1969: Florian Vetsch
- 1970–1988: Jakob Schumacher
- 1988–2000: Christian Engler